# Mortefontaine-en-Thelle
Mortefontaine-en-Thelle è un comune francese di 843 abitanti situato nel dipartimento dell'Oise della regione dell'Alta Francia.

## Società

### Evoluzione demografica
Abitanti censiti